# Chiesa di Nostra Signora di Monte Nero
La chiesa di Nostra Signora di Monte Nero è un edificio di culto della diocesi di Nuoro.

## Storia

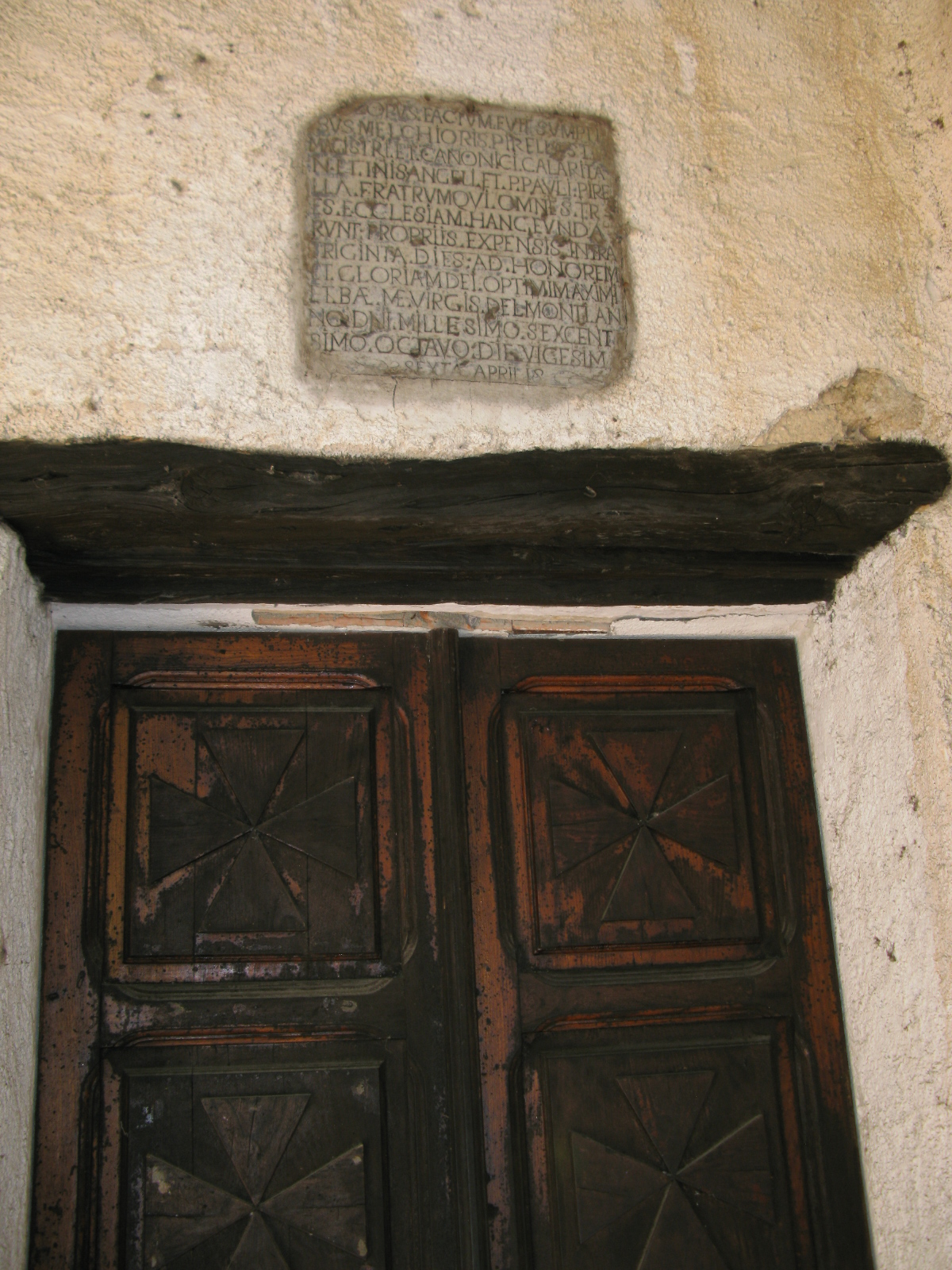
Dedica alla Vergine nella chiesa del Monte Nero (26 aprile 1608) di Giovanni Angelo, Pietro Paolo e Melchiorre Pirella

La prima pietra della chiesa di Nostra Sennora 'e su Monte fu posta il 26 aprile 1608 dal nuorese Melchiorre Pirella, canonico della cattedrale di Cagliari (dal 1631 vescovo di Bosa e dal 1635 di Ales), delegato del vescovo di Alghero Niccolò Cannavera, che nei giorni precedenti aveva visitato Nuoro, dovendo ripartire in quel giorno per il prosieguo della visita. 
Il piccolo santuario rurale, molto caro alla memoria dei nuoresi, fu voluto dai tre fratelli Melchiorre, Giovanni Angelo e Pietro Paolo Pirella Satta, per sciogliere un voto fatto durante il loro rientro dal santuario della Madonna di Montenero, presso Livorno. L'iconografia della statua conservata nel santuario, in cui il Bambino ha una mano infilata nel colletto della Vergine (alla stregua dell'icona livornese) farebbe pensare che la leggenda abbia più che un fondo di verità.
L'edificio, secondo quanto attestato dalla lapide dedicatoria apposta sull'ingresso laterale, fu terminata in soli trenta giorni. Il testo della lapide recita:
[HOC] OPUS FACTUM FUIT SUMPTI
BUS MELCHIORIS PIRELLA ST.
MAGISTRI ET CANONICI CALARITA
N[I] ET I[UAN]NIS ANGELI ET P[ETRI] PAULI PIRE
LLA FRATRUM QUI OMNES TR
ES ECCLESIAM HANC EUNDA
RUNT PROPRIIS EXPENSIS INTRA
TRIGINTA DIES AD HONOREM
ET GLORIA DEI OPTIMI MAXIMI
ET B[EAT]Æ M[ARIA]E VIRGI[NI]S DEL MONTI AN
NO D[OMI]NI MILLESIMO SEXCENTE
SIMO OCTAVO DIE VIGESIMA
SEXTA APRILIS
I discendenti dei fondatori ne mantennero lo jus patronatus per due secoli e mezzo. Tra i figli dei fondatori, è documentato come patrono don Bartolomeo Pirella Chessa, che nel 1646 fece realizzare la campana oggi custodita nella cattedrale. Tra i nipoti, invece, si ha notizia di tre cap patróns: don Carlos Pirella Satta (figlio di don Bartolomeo), e i suoi cugini Carlos Pirisi Pirella e Antonio Angelo Thola Pirella. Successivamente, il patronato passò a don Gavino Pirella Satta, figlio di don Carlos. 
Alle soglie del XIX secolo, risulta patrono Gavino Leonardo Tola Pirella, figlio di donna Maria Josepha Visente Pirella Guiso (figlia di don Gavino) e di Sebastian Quessa Tola di Orune. La penultima patrona fu Donna Maria Francisca Pirella Tola di Orune, benefattrice della chiesa di Santa Caterina di Orune, che nel suo testamento redatto in data il 25 novembre 1834 lasciò in eredità lo ius patronatus della chiesa ai suoi cugini Quirico, Antonio, Agostino e Gavino Tola Pirella di Bitti e alla nipote Grazia Satta, affinché organizzassero la festa "secondo il volere del fondatore". il 31 marzo 1846, la chiesa e i suoi possedimenti furono ceduti alla Curia dai Tola di Bitti, dichiarando che
dai loro maggiori hanno ereditato alcuni beni appartenenti al patrimonio della Chiesa rurale della Vergine del Monte sita all'eminenza della selva comunale ghiandifera di Nuoro, appellata Ortobene e siccome alli prelodati fratelli Tola verrebbe molto incomodo sostenere più oltre la manutenzione di detta Chiesa rurale e far le feste che ne prescrive il fondatore per la lontananza del luogo... unanimi e concordi hanno determinato esonerarsi del diritto di patronato attivo e passivo della predetta chiesa rurale della Vergine del Monte e cederlo in unione di tutti i beni che gli stessi fratelli Tola possiedono nei salti e territori di essa città di Nuoro a favore di quella Cattedrale, col patto espresso di essere la medesima tenuta a tutte le riparazioni e feste a quella Chiesa necessarie, tale nel modo che lo erano i prelodati fratelli Tola prima della presente cessione, divenendosi all'uopo alla stipulazione del presente solenne atto.
Secondo quanto testimoniato da Vittorio Angius, nel XIX secolo nel presbiterio era ospitato un dipinto raffigurante la Vergine e mons. Melchiorre Pirella nelle sue vesti vescovili, le quali erano state donate da lui stesso alla chiesa.
La chiesa possedeva anche un grande terreno (considerato sagrato), oggi adibito a parco, il cui possesso venne contestato nel 1913 da alcuni privati alla Curia, per cui il Capitolo della cattedrale dovette dimostrare il possesso della Chiesetta, del terreno e delle adiacenti cumbessias. Con sentenza del febbraio 1915 il Tribunale di Nuoro reintegrava il capitolo nel possesso della chiesa, delle cumbessias e delle sue adiacenze. Nella chiesetta soleva soggiornare in estate la famiglia di Grazia Deledda; in una delle cumbessias è tutt'oggi visibile, sul gradino di ingresso, la scritta "D.Gr.", che la scrittrice avrebbe inciso durante la sua gioventù. Il soggiorno della famiglia Deledda è ricordato da una lapide apposta su una parete laterale della chiesa. A partire dal 1963, per breve tempo, la chiesa fu eretta a parrocchia, per poi tornare alle dipendenze della cattedrale. Dai primi anni 2000 ha il titolo di rettoria.
Il 1º settembre 2002 la chiesetta subì un gravissimo attentato dinamitardo che distrusse alcune cumbessias, danneggiò il tetto e distrusse la lapide che ricorda la Deledda. Dopo lunghi lavori, l'edificio è stato riaperto al culto nel 2014. I lavori misero in luce l'epigrafe "M.P.F.O." sull'imposta di uno degli archi interni. La scritta potrebbe interpretarsi come Melchiorre Pirella Fecit Opus, ossia "quest'opera fu fatta realizzare da Melchiorre Pirella".

## Descrizione

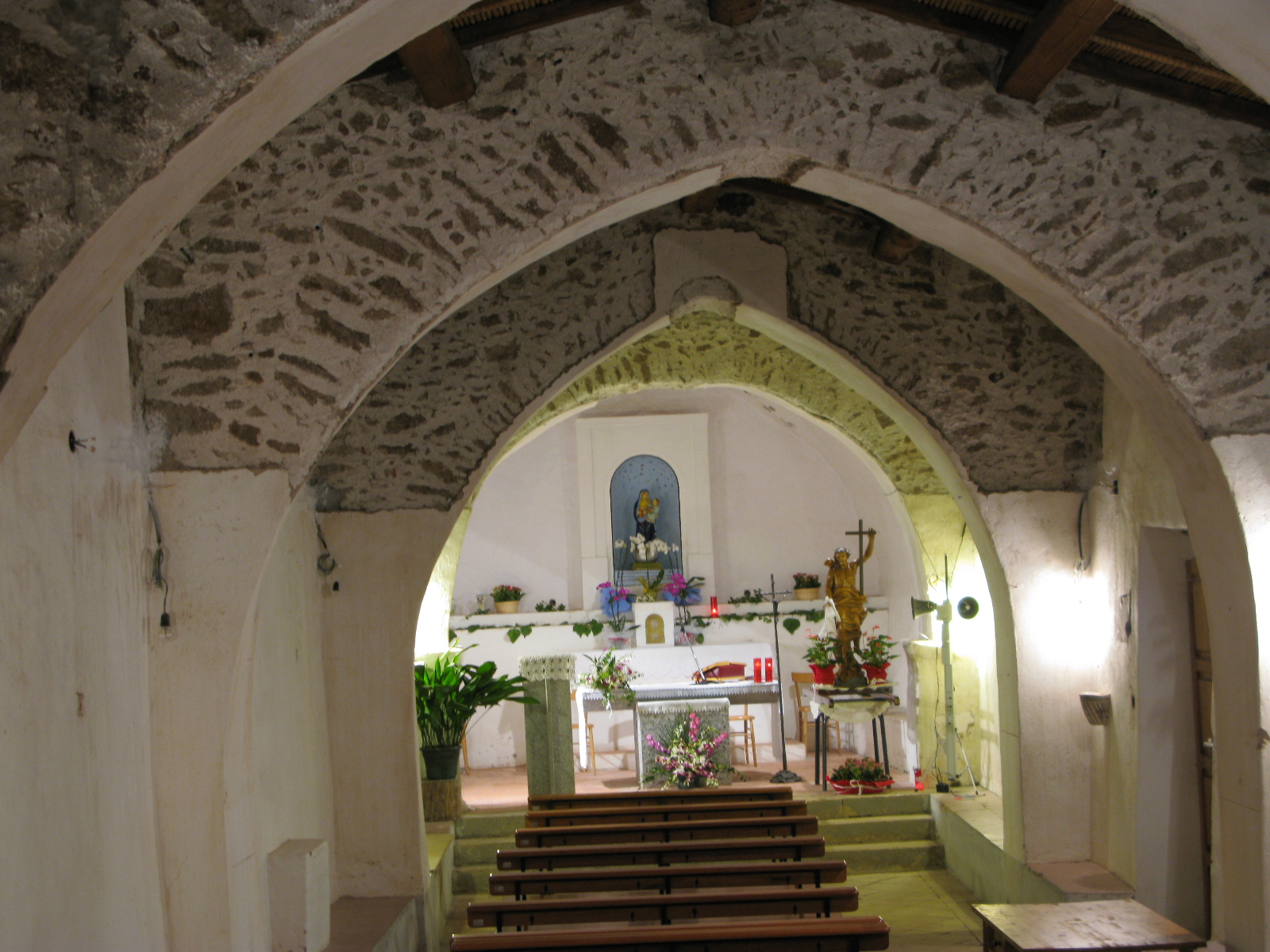
L'interno della chiesa

La chiesa ha una sola navata ad aula, lunga 22 metri e larga quasi 5, alla quale si accede da due ingressi: una porta principale, situato in un piccolo nartece e sormontato dallo stemma della famiglia Pirella (un pero eradicato sormontato da tre stelle) e una laterale. Il pavimento è in cotto sardo, mentre il tetto (restaurato durante i lavori) è realizzato con il tipico incannucciato delle abitazioni rurali, intercalato da tre archi a sesto leggermente acuto. Il presbiterio, rialzato rispetto al piano dell'aula, è accessibile mediante tre gradini in granito, su uno dei quali è incisa la data 9 luglio 1887, attestante la ristrutturazione dello stesso da parte di Giuseppe Sotgiu per lo scioglimento di un voto.
La volta del presbiterio è a botte, e sopra l'altare tridentino è presente una nicchia che custodisce la statua della Vergine. Alla base della nicchia, una scritta ricorda la ristrutturazione dell'altare:
ALTARE HOC DONATUM VIRGINI A MONTE ORTOBENE
IOSEPH SOTGIU CIVIS NUORENSIS AD SOLVENDUM VOTUM
PENITUS RESTAURAVIT IDIBUS IULIIS ANNO MDCCCLXLVII
Nella chiesetta è presente una piccola copia lignea della statua del Redentore, che viene portata in processione nell'anello stradale della montagna in occasione della festa il 29 agosto.

## Nella Letteratura
Questa chiesa fa da sfondo alle vicende narrate nel romanzo Il vecchio della montagna di Grazia Deledda.